# Mike Catt
Pour les articles homonymes, voir Catt.

a Compétitions nationales et continentales officielles uniquement.

b Matchs officiels uniquement.
Michael John Catt dit « Mike Catt », né le 17 septembre 1971 à Port Elizabeth (Afrique du Sud), est un joueur international anglais de rugby à XV qui évoluait aux postes de demi d'ouverture, centre, arrière ou ailier, devenu entraîneur.

## Biographie
Né en Afrique du Sud d'une mère anglaise, c'est pour ses études qu'il voyage en Angleterre. Au même moment, les Springboks étaient privés de toutes rencontres internationales à cause de la politique nationale d'apartheid.
Le jeune demi d'ouverture fait ses débuts avec le club de Bath à l'âge de 21 ans en 1992, à l'occasion d'un match contre Nottingham. Il est alors la doublure de l'ouvreur international anglais Stuart Barnes. Dix huit mois plus tard, il obtient sa première cape internationale avec l'équipe d'Angleterre lors d'un match du Tournoi des Cinq Nations 1994 contre l'équipe du pays de Galles.
Il joue au poste d'arrière dans l'équipe d'Angleterre qui remporte le Grand Chelem en 1995, et dispute dans la foulée la Coupe du monde 1995 où il fait partie des infortunés anglais renversés par la montagne Jonah Lomu sur un essai d'anthologie en demi-finale. 
En 1997, il est appelé pour pallier une blessure lors de la tournée des Lions britanniques et irlandais en Afrique du Sud. Il est titulaire à l'ouverture pour le dernier test (défaite 35-16). Quatre ans plus tard, il fait partie du groupe des Lions britanniques et irlandais convoqués pour la tournée en Australie. Malheureusement, cette fois, c'est lui qui se blesse. Ne pouvant disputer aucun des trois tests, le joueur gallois Scott Gibbs est appelé pour le remplacer.
Il fait partie de l'équipe d'Angleterre qui a remporté la Coupe du monde 2003. Il ne fait alors pas partie des titulaires, mais son jeu au pied et sa présence rassurante au centre lui valent une titularisation en demi-finale contre l'équipe de France. Il fait également partie de l'équipe d'Angleterre finaliste de la Coupe du monde 2007. À 36 ans (fêté durant la compétition), il est alors le plus vieux joueur du squad anglais. Il annonce sa retraite internationale le 27 octobre 2007, une semaine après la défaite de l'Angleterre en finale de Coupe du monde.
Il est promu Officier de l'Ordre de l'Empire britannique le 31 décembre 2010, pour services rendus au rugby.

## Statistiques en équipe nationale
- 75 sélections (62 fois titulaire, 13 fois remplaçant)
- 142 points (7 essais, 16 transformations, 22 pénalités, 3 drops)
- 3 fois capitaine entre le 11 mars et le 11 août 2007
- Sélections par année : 2 en 1994, 12 en 1995, 6 en 1996, 7 en 1997, 5 en 1998, 8 en 1999, 9 en 2000, 8 en 2001, 5 en 2003, 4 en 2004, 2 en 2006, 8 en 2007
- Tournois des Cinq/Six Nations disputés : 1994, 1995, 1996, 1997, 1998, 1999, 2000, 2001, 2004, 2007

En Coupe du monde :
- 1995 : 6 sélections (Argentine, Italie, Samoa, Australie, Nouvelle-Zélande, France)
- 1999 : 3 sélections (Tonga, Fidji, Afrique du Sud)
- 2003 : Champion du monde, 5 sélections (Samoa, Uruguay, Pays de Galles, France, Australie)
- 2007 : Finaliste, 5 sélections (États-Unis, Afrique du Sud, Australie, France, Afrique du Sud)

Avec les Lions britanniques et irlandais :
- 1 sélection (1 fois titulaire)
- Sélections par année : 1 en 1997

## Palmarès

### En club
- Vainqueur de la Premiership en 1993, 1994 et 1996 avec Bath
- Finaliste de la Premiership en 2001, 2004 avec Bath et 2009 avec London Irish
- Vainqueur de la Coupe d'Europe en 1998 avec Bath
- Finaliste du Challenge européen en 2003 avec Bath et 2006 avec London Irish
- Vainqueur de la Coupe anglo-galloise en 1994, 1995 et 1996 avec Bath

### En équipe nationale
- Vainqueur de la Coupe du monde en 2003
- Finaliste de la Coupe du monde en 2007
- 4e de la Coupe du monde en 1995
- Vainqueur du Tournoi des Cinq/Six Nations en 1995, 1996, 2000 et 2001
- Grand Chelem en 1995
- Vainqueur de la Triple Couronne en 1995, 1996, 1997 et 1998

### Distinctions personnelles
- Premiership Player of the Season en 2006[2]
- Plus vieux joueur à avoir disputé une finale de Premiership à l'âge de 37 ans et 241 jours en 2009 avec London Irish
- 2e plus vieux joueur à avoir disputé une finale de Coupe du monde à l'âge de 36 ans et 33 jours en 2007 (dépassé par Brad Thorn en 2011)